# Feuerwehr in Irland

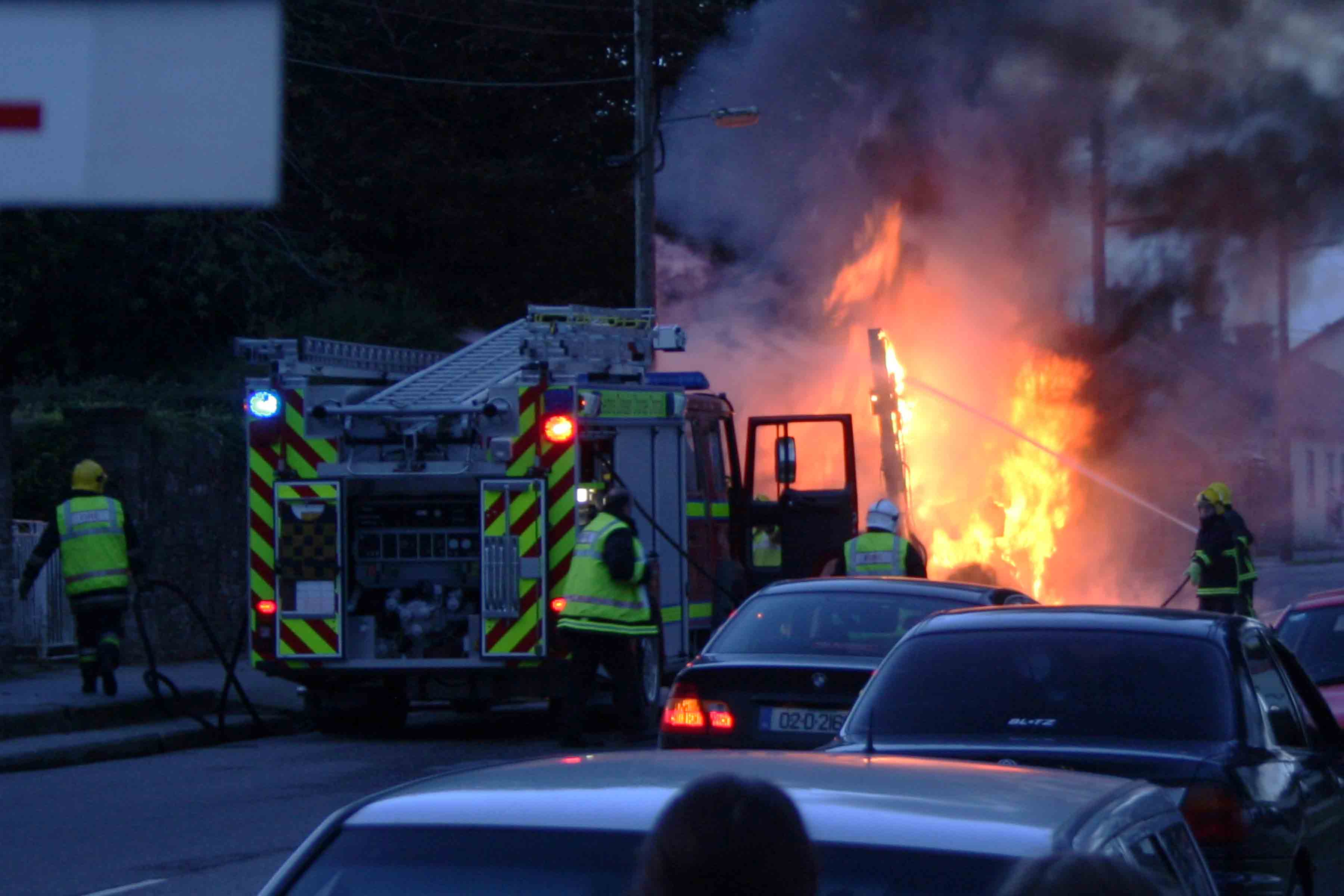
Brand in Charleville 2006

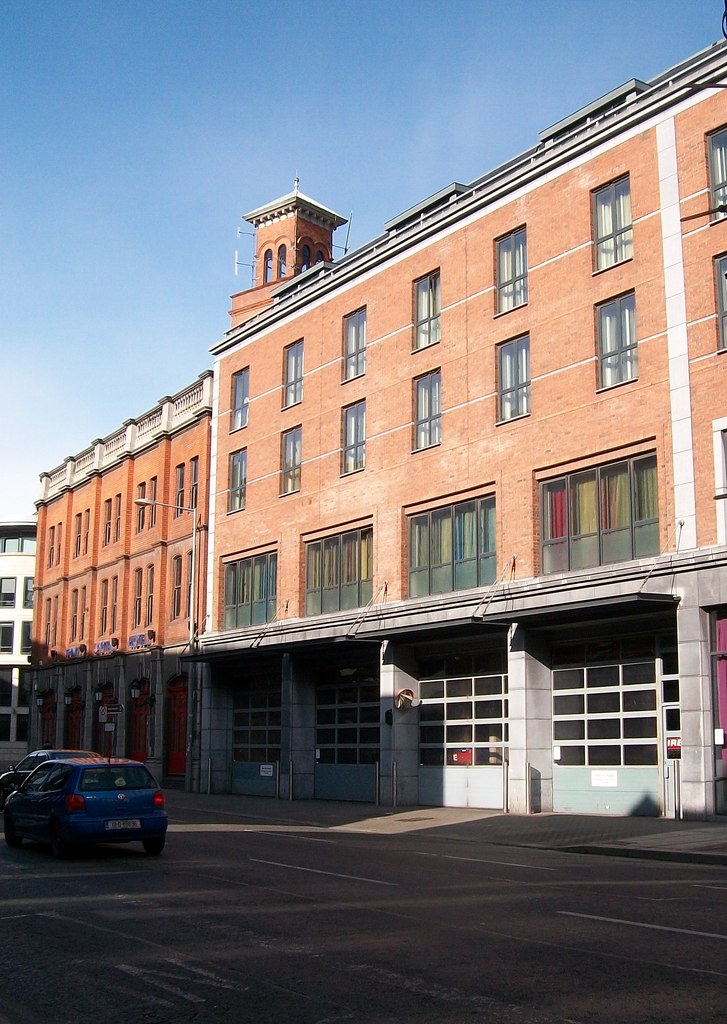
Zentrale Feuerwache in Dublin

Die Feuerwehr in Irland besteht aus rund 2000 Berufsfeuerwehrleuten und 2100 Feuerwehrleuten auf Teilzeitbasis. Freiwillige Feuerwehrleute gibt es in Irland nicht.

## Allgemeines
In Irland bestehen 219 Feuerwachen und Feuerwehrhäuser, in denen 300 Löschfahrzeuge und 46 Drehleitern bzw. Teleskopmasten für Feuerwehreinsätze bereitstehen. Insgesamt sind 4088 Personen, davon 2012 Berufsfeuerwehrleute und 2076 Teilzeit-Feuerwehrleute, im Feuerwehrwesen tätig. Der Frauenanteil beträgt null Prozent.
Die irischen Feuerwehren wurden im Jahr 2019 zu 120.024 Einsätzen alarmiert, dabei waren 20.756 Brände zu löschen. Hierbei wurden 16 Tote bei Bränden von den Feuerwehren geborgen.

## Geschichte
Im Jahr 1862 gründete sich durch den Erlass des Dublin Corporation Act in der Hauptstadt Dublin die erste organisierte Feuerwehr in Irland. Der Dubliner J.R. Ingram wurde der erste Superintendent der Fire Brigade, nachdem er als Feuerwehrmann in New York und London tätig war. Die Brigade bestand aus 24 Männern mit einer provisorischen Feuerwehrstation in der Winetavern Street in The Liberties. 1898 wurde der Dubliner Feuerwehr-Rettungsdienst eingerichtet. Um die Jahrhundertwende ließ die Brigade ihre ersten Feuerwachen und ihr ständiges Hauptquartier errichten. Im Jahr 1909 wurde das erste motorisierte Feuerwehrauto in Betrieb genommen.

## Nationale Feuerwehrorganisation
Die irische Feuerwehrorganisation Chief Fire Officers’ Association (irisch Cumann na bPríomhoifigeach Dóiteáin) repräsentiert die irischen Feuerwehren mit ihren rund 4000 Feuerwehrangehörigen im Weltfeuerwehrverband CTIF (Comité technique international de prévention et d’extinction du feu). Darüber hinaus bestehen Verbindungen insbesondere zu europäischen Feuerwehrverbänden, wie dem Deutschen Feuerwehrverband.